# Fergus O’Dowd

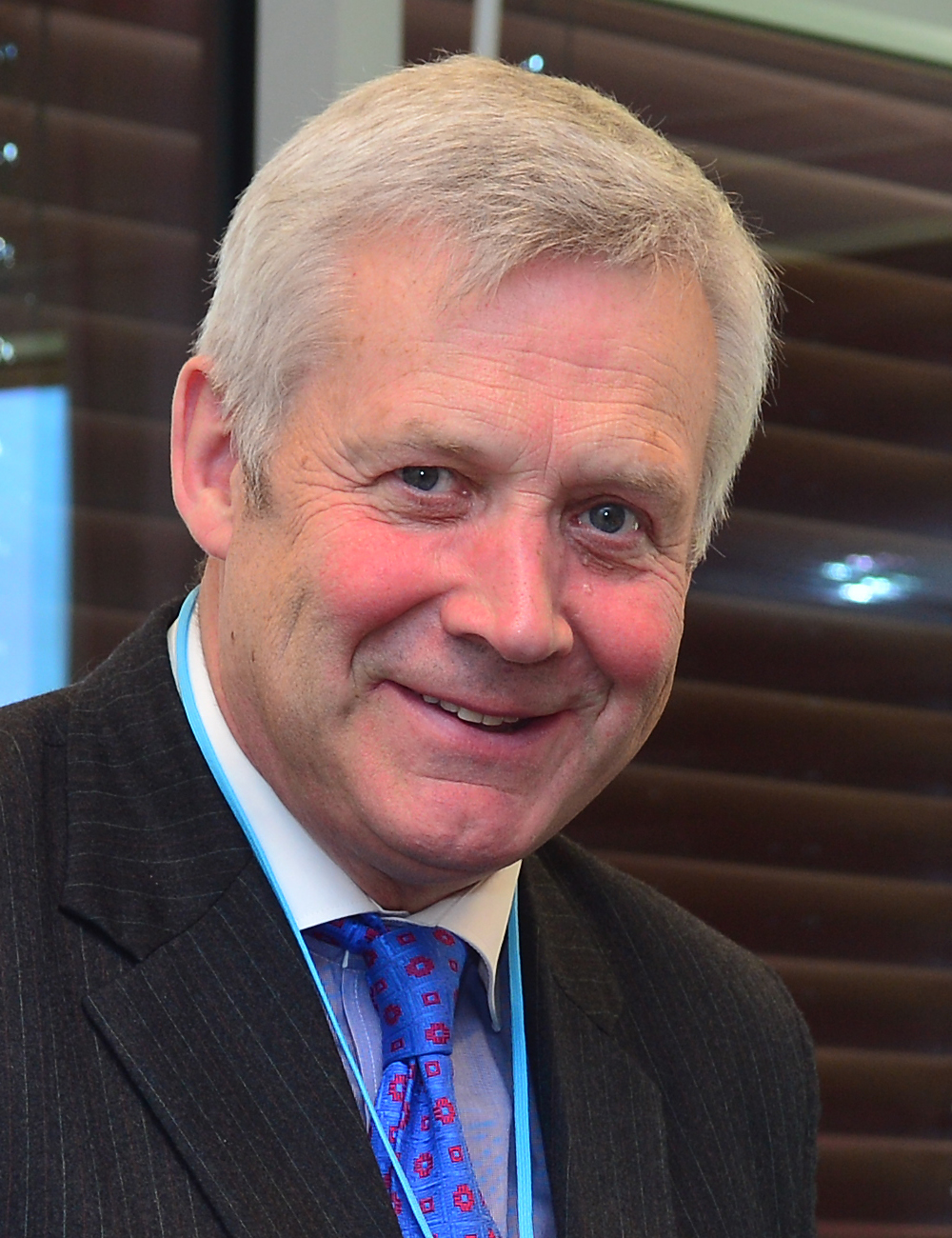
Fergus O’Dowd (2013)

Fergus O’Dowd (irisch Feargus Ó Dubhda, * 1. September 1948 in Thurles, County Tipperary) ist ein irischer Politiker der Fine Gael und seit 2002 Mitglied des Dáil Éireann. 
Fergus O’Dowd war bis 1982 Mitglied der Irish Labour Party, als er dann zur Fine Gael übertrat. 1979 wurde er in den Louth County Council gewählt. Er trat zu den Wahlen zum Dáil Éireann 1977 an, blieb jedoch ebenso erfolglos wie bei den Wahlen 1987 und 1997. Er wurde 1997 stattdessen auf der Verwaltungsliste in den Seanad Éireann gewählt. 2002 konnte er bei den Wahlen im Wahlkreis Louth endlich einen Sitz erobern und zog als Teachta Dála in das Unterhaus ein. Er wurde am 10. März 2011 in der Regierung Kenny I zum Staatsminister für das NewERA Project im Umweltministerium und im Kommunikationsministerium ernannt. Das NewERA Project diente der Wirtschaftsförderung. Bei der Neubildung der Regierung wurde er nicht mehr berücksichtigt und schied am 15. Juli 2014 aus seinem Amt aus. Er blieb Parlamentarier.

## Privates
Fergus O’Dowd ist mit Agnes verheiratet, mit der er drei Kinder hat. 
Sein Bruder Niall ist ein irisch-amerikanischer Journalist in den USA. Sein Bruder Michael O’Dowd ist bei der Partei Aontú (vormals Renua und Fine Gael) als Kommunalpolitiker aktiv.